# Guerlesquin
Guerlesquin è un comune francese di 1 400 abitanti situato nel dipartimento del Finistère nella regione della Bretagna.
È situato alle pendici del Finistere, all'ingresso del Parc naturel régional d'Armorique. 

## Monumenti e luoghi d'interesse

### Architetture religiose

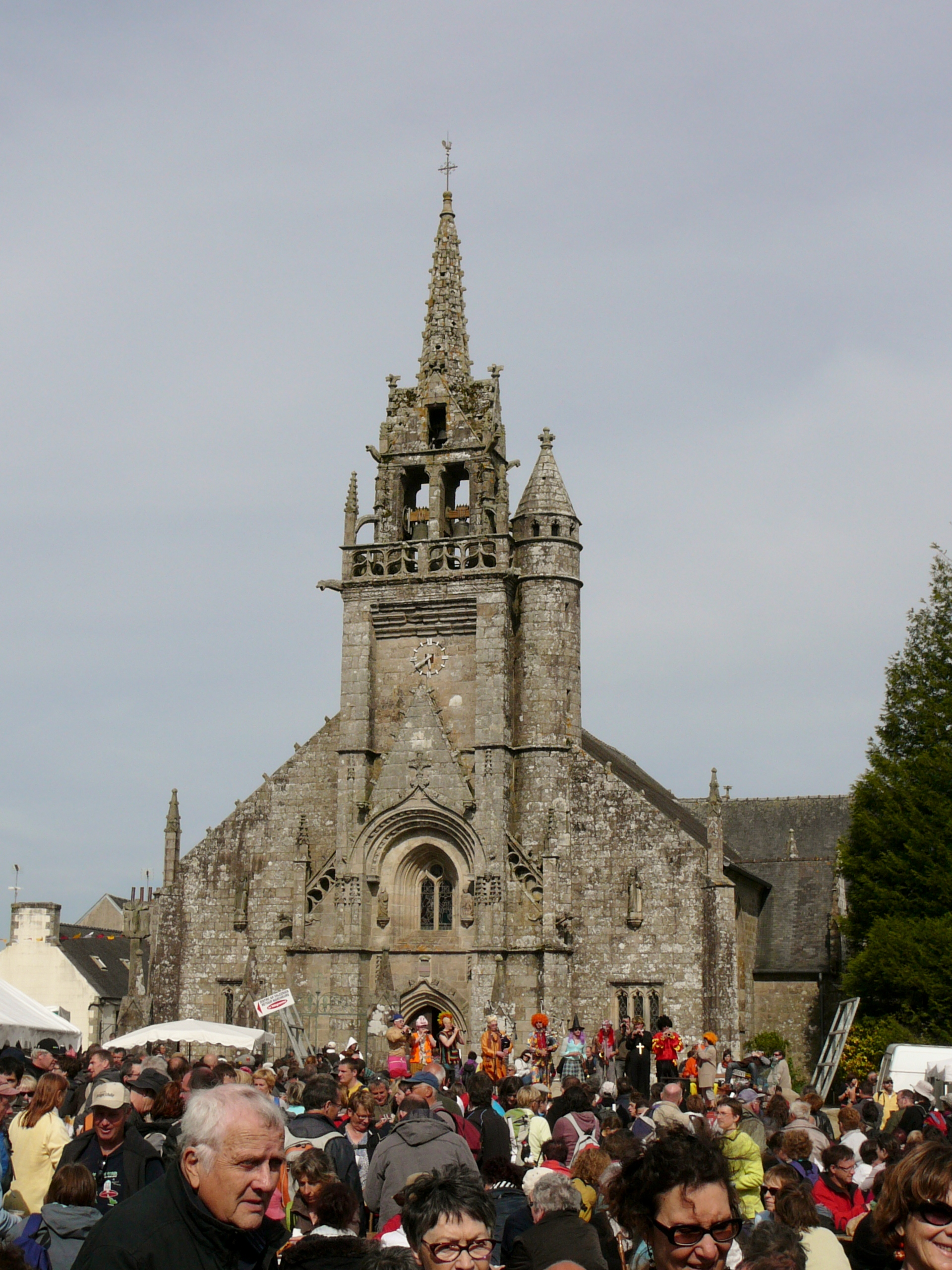
La chiesa St. Ténénan

Nel territorio comunale di Guerlesquin si trovano:
- chiesa dedicata a St. Ténénan (vescovo della Diocesi di Saint-Pol-de-Léon), risalente alla fine del XV secolo;
- cappella dedicata a St. Jean (San Giacomo) del 1866;
- cappella dedicata a St. Modez dell'XI secolo;
- cappella dedicata a St. Trémeur;

### Architetture civili

#### Le Présidial

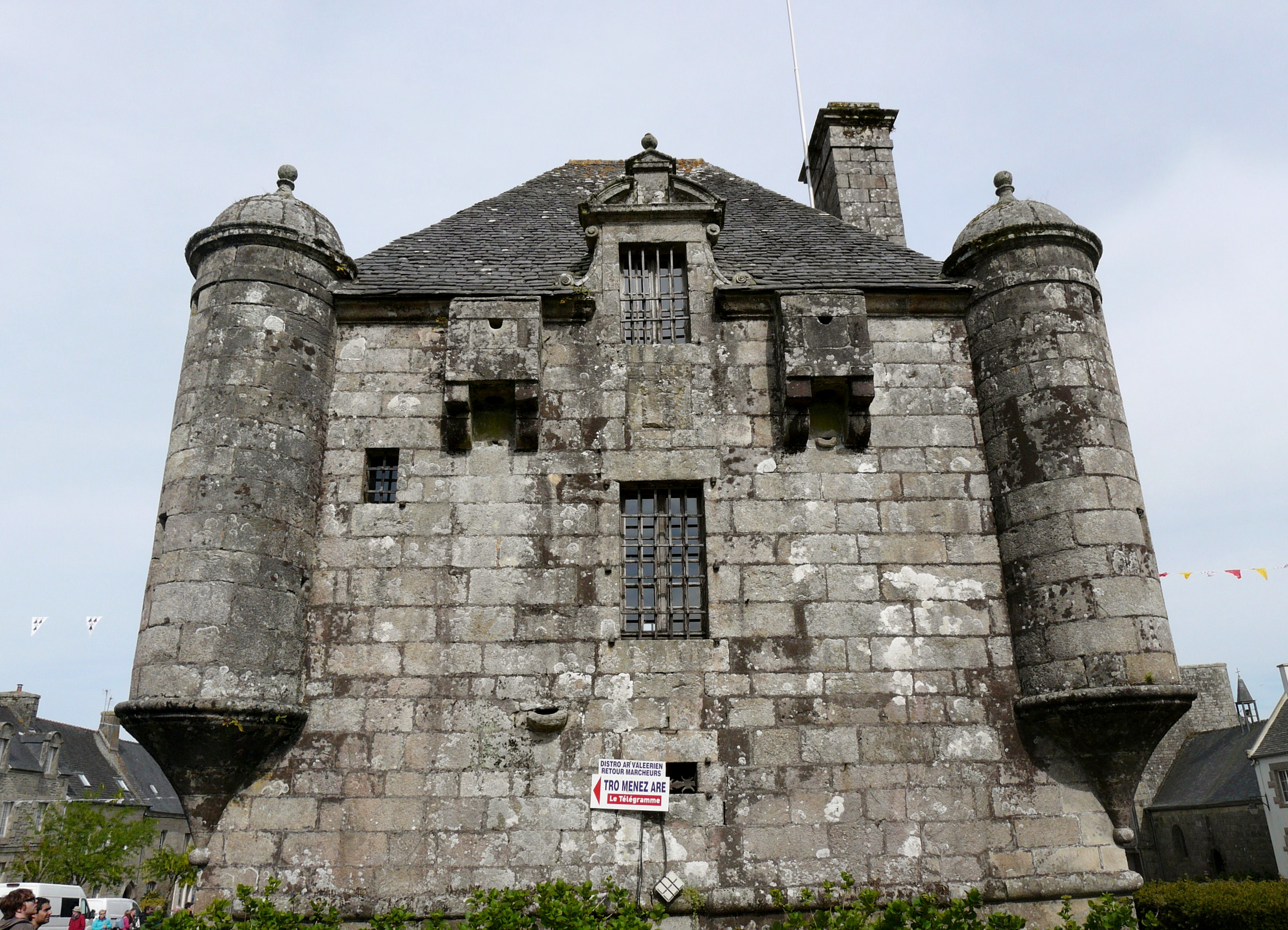
Le Présidial con le due latrine che danno all'esterno

L'edificio noto come Présidial è l'ex-carcere al servizio della corte dei Visconti di Guerlesquin. Fu costruito agli inizi del XVII secolo.
Si tratta di una struttura quadrata fortificata, costruita con ad ogni angolo una torre di guardia supportata da un cul-de-lampe. Al livello del tetto, vi sono due finestre con frontoni rinascimentali.
Accanto alla finestra a ovest si possono vedere due latrine. 
Il carcere si trovava al piano terra, ed i carcerieri abitavano al piano di sopra.
Il Présidial fu costruito intorno al 1640 da Vincent du Parc, che era marchese di Locmaria, un feldmaresciallo, comandante delle guardie di Richelieu e Signore dei Guerlesquin.
L'ultimo signore del maniero fu il marchese di Rosanho che fu giustiziato a Parigi nel 1792. 
Il comune comprò questo monumento insieme al mercato coperto nel 1826 e dal 1975 è divenuto monumento storico. È stato restaurato nel 1883 e da allora fino al 1965 servì come municipio. Di fronte alla Présidial si trova il "misura-grano" anche noto come Ar Men Gaou (traducibile come, la pietra bugiarda), che risale al 1539 ed è la prova della prosperità del mercato del grano in quei tempi.

## Società

### Evoluzione demografica
Abitanti censiti